# Iwo Papasow

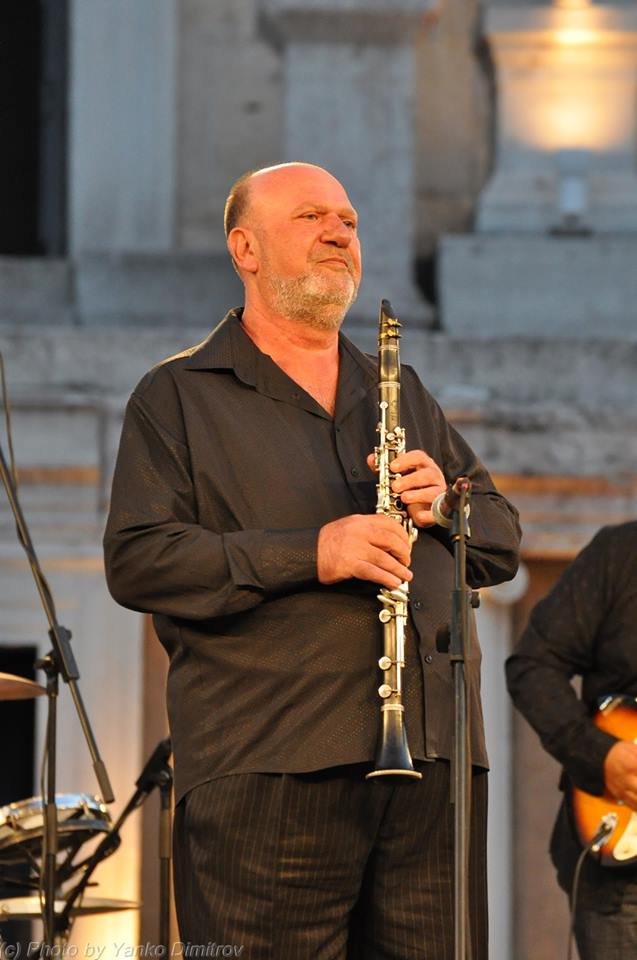
Ivo Papasov (2014)

Iwo Ibrjama Papasow (bulgarisch: Иво Папазов, bekannt vor allem als Ivo Papasov; * 16. Februar 1952 in Kardschali, Bulgarien) ist ein bulgarischer Klarinettist.
Der Sohn einer Roma-Familie aus der Türkei spielt seit seinem 10. Lebensjahr Klarinette.
Bekannt wurde er vor allem durch seine schnellen und virtuosen Interpretationen bulgarischer Hochzeitsmusik und der Vermischung von bulgarischer Volksmusik mit Jazz und Blues. Er tritt nicht nur mit seiner Wedding Band auf. Auch mit dem Black Sea Orchester, einem Allstar-Ensemble aus acht Ländern rund um das Schwarze Meer (mit u. a. Floros Floridis, Okay Temiz, Enver Ismailov und Harry Tavitian), war er international auf Tournee.
Papasow erhielt einen Grammy Award 2005.